# Avalon
Avalon (provavelmente do celta abal: maçã) é uma ilha lendária da lenda arturiana, famosa por suas belas maçãs. Ele aparece pela primeira vez Historia Regum Britanniae ("A História dos Reis da Bretanha") de Godofredo de Monmouth como o lugar onde a espada do Rei Artur, a Excalibur foi forjada e posteriormente para onde Artur é levado para se  recuperar dos ferimentos após a Batalha de Camlann. Como uma "Ilha dos Bem-aventurados" Avalon tem paralelo em outros lugares na mitologia indo-europeia, em particular a Tír na nÓg irlandesa e a Hespérides grega, também conhecidas por suas maçãs. Avalon foi associada há muito tempo com seres imortais, como Morgana Le Fay.

## Conexão com Glastonbury
Em torno de 1190 Avalon tornou-se associado com Glastonbury, quando monges da Abadia de Glastonbury alegaram ter descoberto os ossos de Artur e sua rainha. É no trabalho de Giraldus Cambrensis que encontra-se a primeira conexão:
| “ | O que agora é conhecido como Glastonbury foi, em tempos antigos, chamado de Ilha de Avalon. É praticamente uma ilha, pois é completamente cercada por pântanos. Em galês, é chamada de "Ynys Afallach", o que significa Ilha das Maçãs uma vez que esta fruta cresceu em grande abundância. Após a batalha de Camlann, uma nobre chamada Morgana, mais tarde, a governante e padroeira da região e com uma estreita relação de sangue com o Rei Artur, o levou para a ilha, agora conhecida como Glastonbury, a fim de que seus ferimentos pudessem ser cuidados. Anos atrás, a região também tinha sido chamada de "Ynys Gutrin" em galês, que significa a Ilha de Vidro, e destas palavras, os saxões invasores depois inventaram o nome do local "Glastingebury". | ” |